# La Vega (Cundinamarca)
La Vega is een gemeente in het Colombiaanse departement Cundinamarca. De gemeente telt 12.993 inwoners (2005).

## Landschap in La Vega

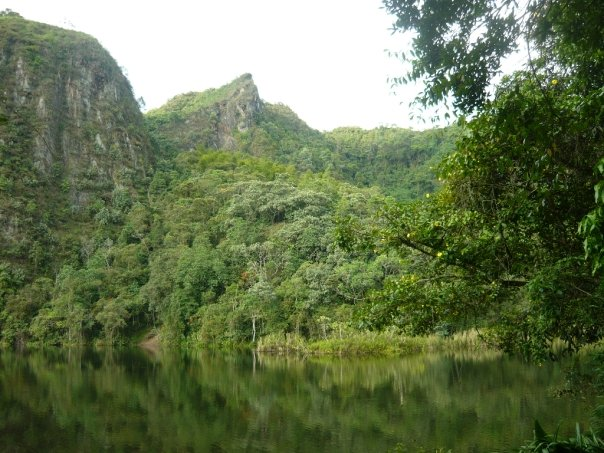
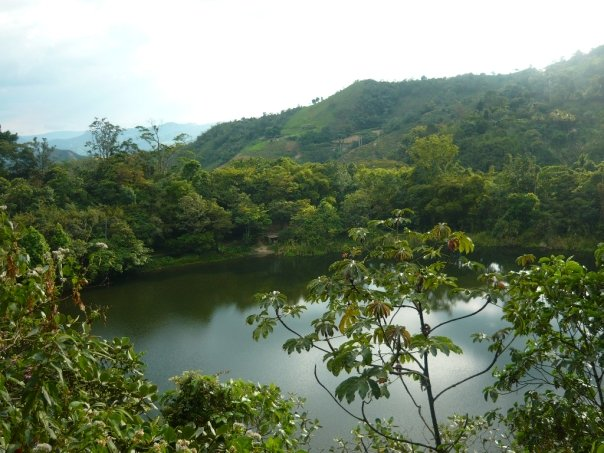
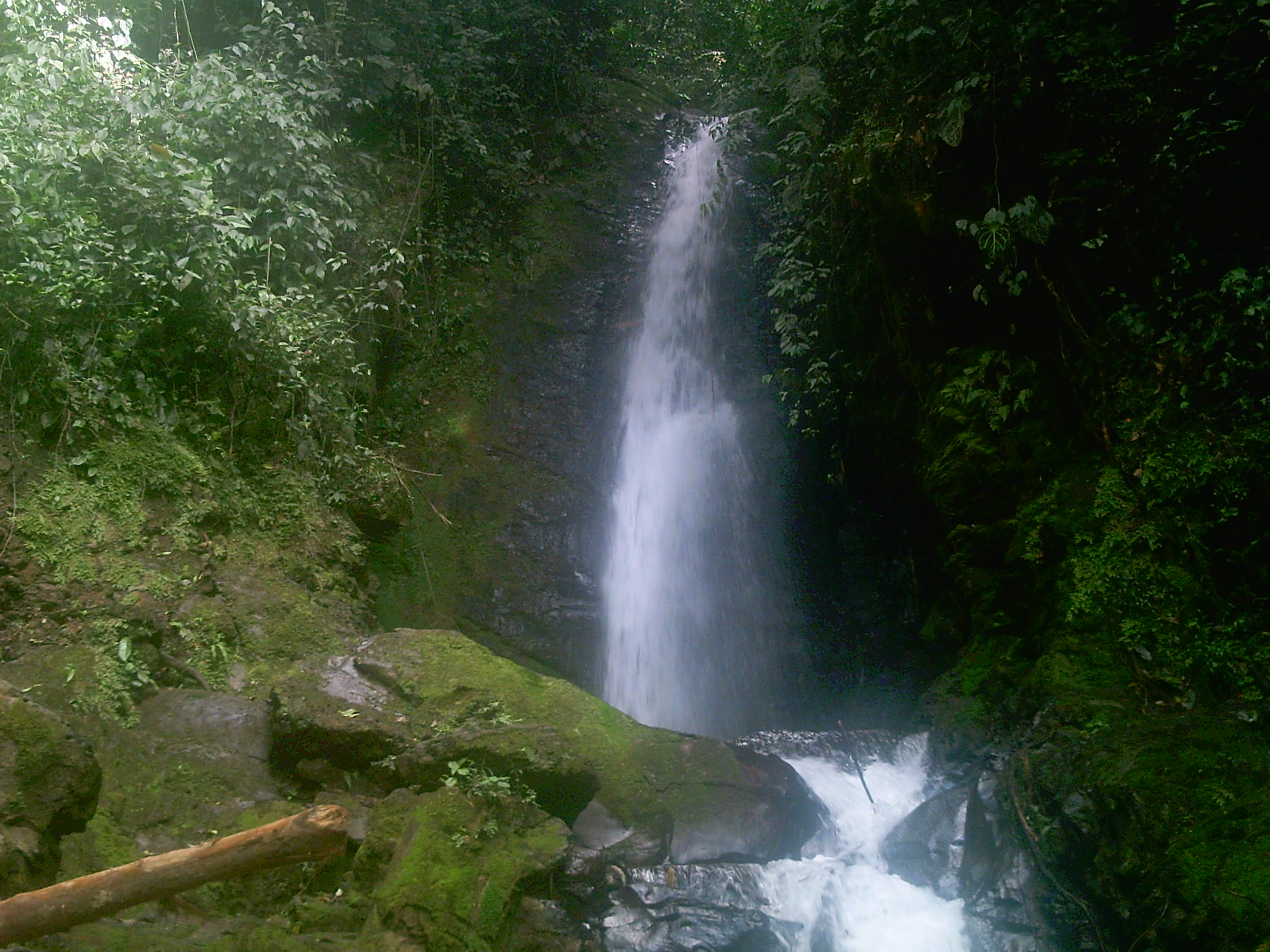

Agua de Dios · Albán · Anapoima · Anolaima · Apulo · Arbeláez · Beltrán · Bituima · Bojacá · Cabrera · Cachipay · Cajicá · Caparrapí · Cáqueza · Carmen de Carupa · Chaguaní · Chía · Chipaque · Choachí · Chocontá · Cogua · Cota · Cucunubá · El Colegio · El Peñón · El Rosal · Facatativá · Fómeque · Fosca · Funza · Fúquene · Fusagasugá · Gachalá · Gachancipá · Gachetá · Gama · Girardot · Granada · Guachetá · Guaduas · Guasca · Guataquí · Guatavita · Guayabal de Siquima · Guayabetal · Gutiérrez · Jerusalén · Junín · La Calera · La Mesa · La Palma · La Peña · La Vega · Lenguazaque · Machetá · Madrid · Manta · Medina · Mosquera · Nariño · Nemocón · Nilo · Nimaima · Nocaima · Pacho · Paime · Pandi · Paratebueno · Pasca · Puerto Salgar · Pulí · Quebradanegra · Quétame · Quipile · Ricaurte · San Antonio del Tequendama · San Bernardo · San Cayetano · San Francisco de Sales · San Juan de Rioseco · Sasaima · Sesquilé · Sibaté · Silvania · Simijaca · Soacha · Sopó · Subachoque · Suesca · Supatá · Susa · Sutatausa · Tabio · Tausa · Tena · Tenjo · Tibacuy · Tibirita · Tocaima · Tocancipá · Topaipí · Ubalá · Ubaque · Ubaté · Une · Útica · Venecia · Vergara · Vianí · Villagómez · Villapinzón · Villeta · Viotá · Yacopí · Zipacón · Zipaquirá